# زاغ درختی حنایی
زاغ درختی حنایی(نام علمی: Dendrocitta vagabunda) نام یک گونه از سرده زاغ‌های درختی دم‌دراز است.